# Aloe boranensis
Aloe boranensis é uma espécie de liliopsida do gênero Aloe, pertencente à família Asphodelaceae.